# Alexander Marxer
Alexander Marxer (Vaduz, 4 aprile 1994) è un calciatore liechtensteinese, difensore del Ruggell e della Nazionale liechtensteinese.

## Statistiche

### Cronologia presenze e reti in nazionale
| Cronologia completa delle presenze e delle reti in nazionale ― Liechtenstein | Cronologia completa delle presenze e delle reti in nazionale ― Liechtenstein | Cronologia completa delle presenze e delle reti in nazionale ― Liechtenstein | Cronologia completa delle presenze e delle reti in nazionale ― Liechtenstein | Cronologia completa delle presenze e delle reti in nazionale ― Liechtenstein | Cronologia completa delle presenze e delle reti in nazionale ― Liechtenstein | Cronologia completa delle presenze e delle reti in nazionale ― Liechtenstein | Cronologia completa delle presenze e delle reti in nazionale ― Liechtenstein |
| Data                                                                         | Città                                                                        | In casa                                                                      | Risultato                                                                    | Ospiti                                                                       | Competizione                                                                 | Reti                                                                         | Note                                                                         |
| ---------------------------------------------------------------------------- | ---------------------------------------------------------------------------- | ---------------------------------------------------------------------------- | ---------------------------------------------------------------------------- | ---------------------------------------------------------------------------- | ---------------------------------------------------------------------------- | ---------------------------------------------------------------------------- | ---------------------------------------------------------------------------- |
| 11-11-2020                                                                   | Attard                                                                       | Malta                                                                        | 3 – 0                                                                        | Liechtenstein                                                                | Amichevole                                                                   | -                                                                            | 86’                                                                          |
| 28-3-2021                                                                    | Skopje                                                                       | Macedonia del Nord                                                           | 5 – 0                                                                        | Liechtenstein                                                                | Qual. Mondiali 2022                                                          | -                                                                            | 66’ 90+2’                                                                    |
| 31-3-2021                                                                    | Vaduz                                                                        | Liechtenstein                                                                | 1 – 4                                                                        | Islanda                                                                      | Qual. Mondiali 2022                                                          | -                                                                            | 78’                                                                          |
| Totale                                                                       |                                                                              | Presenze                                                                     | 3                                                                            |                                                                              | Reti                                                                         | 0                                                                            |                                                                              |